# Viena (restaurant)
Establiments Viena és una cadena de restaurants de menjar ràpid amb receptes de la cultura popular europea fundada el 1969 a Sabadell.
El 2017 comptava amb cinquanta establiments a Catalunya, al País Valencià i a Andorra. Les oficines centrals es troben a la veïna localitat de Terrassa.
La principal premissa és oferir entrepans de qualitat, en un lloc agradable i amb un servei ràpid i amable, com diu el seu lema Bé, Bo i Ràpid. Viena du a terme l'elaboració pròpia dels productes carnis, embotits i també del pa a la seva planta de fabricació localitzada a Sabadell. A més, cada establiment disposa d'una cuina pròpia on s'elaboren diàriament les receptes per tal que estiguin sempre acabades de fer, incloent-hi una carta per a celíacs.
L'empresa va començar amb petits establiments amb servei de barra, tipus frankfurt, situats als centres històrics de les ciutats. El format i disseny dels locals ha anat evolucionant amb el temps, i avui dia es classifiquen amb tres tipologies de locals diferents: els locals ubicats a peu de carrer dels centres històrics de les ciutats; els establiments localitzats en centres comercials i, finalment, els de format xalet de més de 500 m² i ubicats, generalment, a zones perifèriques de les ciutats com a polígons comercials o a extraradi, que es caracteritzen per ser construccions independents amb servei AutoViena i pàrquing. La companyia compta també amb dos restaurants a la ciutat de Sabadell, amb el servei tradicional de taula.

## Premis i recomanacions

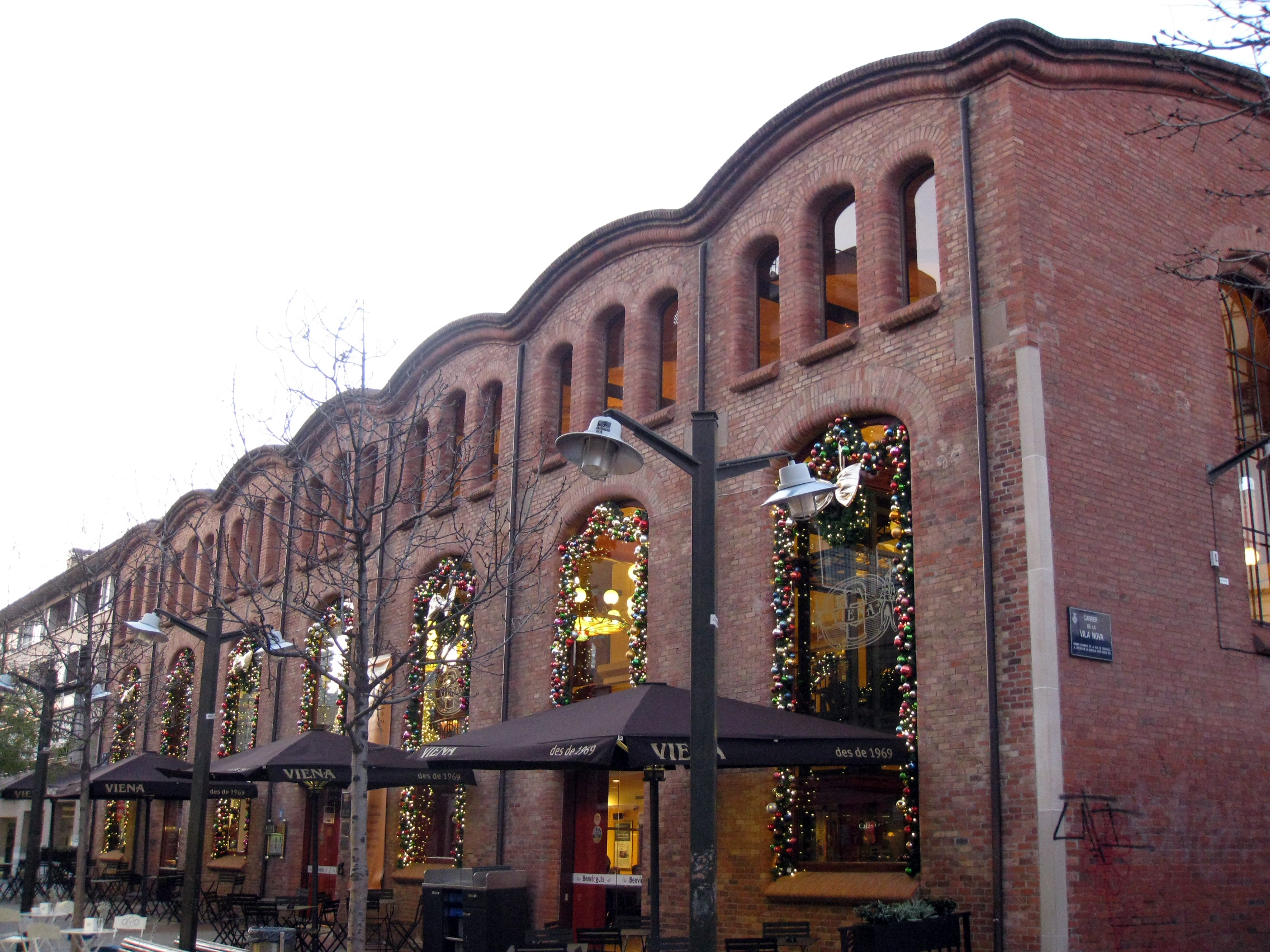
Un dels restaurants de la cadena Viena, a l'antic edifici de la Societat General d'Electricitat de Terrassa

A la seva carta d'entrepans s'hi troben especialitats com ara el Flautí d'Ibèric, que el periodista i crític gastronòmic Mark Bittman va qualificar, el 2006, com «el millor entrepà que he menjat mai» al diari The New York Times.
- Premi U al desenvolupament i innovació de la Unió de Botiguers de Reus (2005)[cal citació]
- Premi PIMES a la Normalització Lingüística de la Pimec (2006)[cal citació]
- Premi Carme Serrallonga a la Qualitat Lingüística de la Universitat de Barcelona (2007)[3]
- Premi Medi Ambient de la Generalitat de Catalunya (2007)[cal citació]
- Premi Pompeu Fabra de l'àmbit socioeconòmic (2014).[cal citació]
- Premi Cambra a l'Empresa Saludable (2018) de la Cambra de Comerç de Terrassa[4]